# Li-be-llu-la/Terzinato
Li-be-llu-la/Terzinato è un 45 giri di  Fiordaliso pubblicato dalla Durium nel maggio del  1984 subito dopo il grande successo di Non voglio mica la luna ma non riuscì a eguagliarne lo stesso successo commerciale.

## Li-be-llu-la
Il brano fu composto da Enzo Malepasso su testo di Luigi Albertelli e venne presentato da Fiordaliso a Un disco per l'estate 1984 ed altre manifestazioni canore estive. Successivamente, in varie interviste, la cantante piacentina ha dichiarato che non era convinta della validità del brano ma che le fu imposto dalla casa discografica e dai suoi produttori.

## Terzinato
Terzinato è il brano presente nel lato b del disco, scritto da Luigi Albertelli per il testo e da Enzo Malepasso per la musica era presente nella prima stampa del primo album in studio Fiordaliso pubblicato nell'autunno del 1983 e riutilizzato per l'occasione.

## Tracce
1. Li-be-llu-la (L.Albertelli-E.Malepasso)
2. Terzinato (L.Albertelli-E.Malepasso)